# Винко Јеловац
Винко Јеловац (Јеловци код Пазина, 18. новембар 1948) је бивши југословенски кошаркаш и тренер.

## Каријера
Јеловац је члан КК Пула постао 1963. Исте године је заиграо за младу репрезентацију Југославије. Каријеру је 1967. наставио у љубљанској Олимпији, у којој је завршио каријеру 5. децембра 1982.
Са 243 наступа за репрезентацију Југославије од 1967. до 1977. један је од рекордера бивше СФРЈ.
Прву медаљу на неком великом такмичењу је освојио на Европском првенству 1969. у Напуљу када је освоји сребрну медаљу. Следеће године Љубљана је добила организацију Светског првенства у кошарци 1970. на ком је Југославија освојила своју прву титулу светског првака.
На Европском првенству 1971. у Есену, Западна Немачка, освојио је сребрну медаљу, на Олимпијским играма 1972. у Минхену са репрезентацијом је заузео 5. место. Прво злато на Европским првенствима је освојио на првенству 1973. у Барселони, а такође је био први стрелац првенства. Освојио је златне медаље на ЕП 1975. у Београду и на ЕП 1977. у Лијежу. На Светском првенству у кошарци 1974. у Порторику је освојио сребрну медаљу, као и на Олимпијским играма 1976. у Монтреалу.

## Након завршетка каријере
По завршетку каријере, Јеловац је радио као тренер у Словану, а затим у Олимпији коју је 1985. вратио у Прву лигу. Касније је радио у Италији, а једну сезону је био тренер Макабија. Винко Јеловац данас ради као предузетник у Истри.